# Sud Radio (Belgique)
Pour les articles homonymes, voir Sud Radio.
Sud Radio est une station de radio privée, essentiellement musicale, qui détient, depuis 2008, une autorisation officielle d'émettre sur le réseau FM de la province de Hainaut, en Belgique. En 2019, elle a obtenu, du Conseil supérieur de l'audiovisuel belge, l'élargissement à l'ensemble du territoire national de la diffusion de ses programmes via le réseau numérique national.

## Présentation
Sud Radio est une station de radio privée, installée à Mons, en Belgique,. Elle est active sur le réseau FM, sans autorisation officielle, depuis au moins 2001. Une autorisation de diffuser ses programmes sur la bande FM de la province de Hainaut lui est attribuée par le Conseil supérieur de l'audiovisuel belge (CSA), en juillet 2008,. Début 2018, Sud Radio intègre la régie publicitaire d'une filiale radio de RTL Group, ce qui lui permet d'attirer des annonceurs nationaux. En 2019, le CSA lui accorde l'autorisation d'étendre sa zone d'émission radiophonique à tout le territoire belge via le réseau numérique national. Le renouvellement, pour neuf ans, de l'autorisation officielle permet à la radio hennuyère de maintenir son activité sur la bande FM, dans le Hainaut et la Communauté française de Belgique. Ainsi Sud Radio Hainaut, diffusée sur la FM, se double de Sud Radio Belgique, présente sur le réseau numérique,,.

## L'entreprise Sud Radio
Sud Radio est édtitée par la société anonyme Régie montoise de Publicité (RMP SA),. Le capital de la régie publicitaire montoise est intégralement détenu par la famille Delvallée,. En 2007, RMP SA réalise un résultat d'exploitation de 22 100 euros pour un chiffre d'affaires (CA) de 147 700 euros. Il se monte, en 2009, à 6 125 euros pour un CA de 876 394 euros Cinq ans plus tard, le CA de RMP SA dépasse le million d'euros (1 007 514) et l'entreprise de Mons enregistre un bénéfice de 46 193 euros.
Durant les années 2010, l'activité salariée de Sud Radio Hainaut représente entre 16 et 17 ETP + 1,1 % de parts de marché,.

## Programmes radiophoniques
À l'origine, Sud Radio est une radio de proximité, à l'auditoire provincial et dont la programmation est principalement musicale,. En 2009, ses programmes comprennent 86 % de musique, 7,5 % de publicité et 4 % d'informations essentiellement locales, générales, culturelles et sportives. Six ans plus tard, la programmation de Sud Radio reste inchangée, avec 85 % de musique, 7,5 % de publicité et 4,7 % d'information.
Sud Radio est un partenaire régulier des festivités de la Ducasse de Mons. Elle propose, en particulier, un concert en ouverture de la fête traditionnelle annuelle montoise. Dans les années 2010, des dizaines de milliers de personnes se sont rassemblées sur la Grand Place de Mons pour écouter des artistes tels que Léa Paci, Alice on the Roof, Gérald de Palmas, le groupe français Arcadian ou encore la formation musicale belge Puggy,.

## Diffusion
Sud Radio dispose, depuis sa légalisation par le CSA en 2008, de quinze fréquences. Elle diffuse ses programmes, en modulation de fréquence, notamment à Mons, La Louvière, Mouscron, Enghien, Tournai et Charleroi,,. Par le biais de son site web www.sudradio.net, elle retransmet ses émissions sur internet. À partir d'octobre 2019, sa couverture s'étend à l'ensemble de la Belgique, après l'acquisition d'une autorisation officielle d'émettre sur le réseau numérique national,,.

## Audience
De 2005 à 2015, Sud Radio représente entre 0,7 et 1,5 % de part de marché, à l'échelle nationale, loin derrière Bel RTL (14-17 %), VivaCité (13,4-14,6 %), Radio Contact (14,8-16,6 %) et NRJ (4,6-7,6 %),,,. Sur la saison novembre 2018/février 2019, le Centre d'information sur les médias crédite Sud Radio d'une part de marché de 0,23 %, derrière Maximum FM (0,53 %) qui couvre la province de Liège.